# Bombus mongolensis
Bombus mongolensis es una especie de abejorro que vive principalmente en Mongolia. Vive en altitudes que van de los 1.300 a los 2.100 metros (4.265 a 6.990 pies).

## Taxonomía
La especie fue descubierta en 1892, pero se creía que era una copia de Bombus melanurus. Más tarde, Paul H. Williams sostuvo que se trataba de una especie separada por medio de la apariencia de los genitales masculinos y más tarde por análisis de ADN.

## Descripción
Bombus mongolensis es un abejorro grande, de pelo largo, con un denso pelo amarillo-blanco pálido con rayas negras entre las bases de las alas. Los machos a veces pueden tener trozos de pelo amarillo mezclados con las rayas negras. En las hembras el pelaje brillante puede alcanzar la parte superior de las patas, pero los pelos de los machos a menudo terminan antes.